# Jean Giono
Jean Giono (30 de março de 1895, em Manosque, França - 9 de outubro de 1970, em Manosque, França) foi um escritor francês.

## Obras
- O Homem que Plantava Árvores - no original L'homme qui plantait des arbres
- O hussardo no telhado
- Regain
- O Grande Rebanho